# نانديات
النانديات (الاسم العلمي:Nandidae) هي فصيلة من الأسماك تتبع رتبة أناباسيات الشكل من طائفة شعاعيات الزعانف.

## التصنيف
- النانداوات
  - الناند